# Lola la Piconera
Lola la Piconera es una película española de 1951, basada en una obra de teatro de José María Pemán e interpretada por la tonadillera Juanita Reina.
La película Lola la Piconera está inspirada en la obra de teatro de José María Pemán Cuando las Cortes de Cádiz. La adaptación cinematográfica convierte una obra reaccionaria y antiliberal, característica de la dramaturgia de Pemán durante el periodo republicano, en un guion propio de película folclórica, con mucho mayor protagonismo y lucimiento de su protagonista Juanita Reina, una de las estrellas del cine español y la copla de aquel entonces.
El rodaje de la película, dirigida por Luis Lucia, se inició el 25 de junio de 1950 en los Estudios Sevilla Films de Madrid, mientras que los exteriores se grabaron en la ciudad de Cádiz, Chiclana de la Frontera, El Puerto de Santa María y Jerez de la Frontera. Las imágenes de Cádiz constituyen un documento privilegiado sobre la ciudad en esos años.

## Argumento
La película está ambientada en el asedio a la ciudad de Cádiz durante la Guerra de la Independencia. Lola, la propietaria de la taberna Lola la Piconera, está enamorada de un oficial francés.

## Canciones
Las canciones son obra de Quintero, León y Quiroga:
- Lola la Piconera (tanguillo)
- Callejuela sin salida (zambra)
- Con las bombas que tiran (pasacalle)
- Como dos barquitos (marcha)

## Adaptación a televisión
El éxito de la película y de sus canciones llevaron a Televisión Española a realizar una nueva versión a principios de los años setenta, con una joven Rocío Jurado como protagonista.